# Estação Prado
A Estação Prado é uma das estações do Metrô de Medellín, situada em Medellín, entre a Estação Hospital e a Estação Parque Berrío. Administrada pela Empresa de Transporte Masivo del Valle de Aburrá Limitada (ETMVA), faz parte da Linha A.
Foi inaugurada em 30 de novembro de 1995. Localiza-se no cruzamento da Avenida Oriental com a Carrera 51. Atende o bairro Prado, situado na comuna de La Candelaria.

## Localização
A estação faz honra a um dos mais antigos bairros tradicionais da cidade de Medellín, o bairro Prado. A arquitetura rica do bairro pertence à terceira década do século XX e foi inspirada no desejo das classes altas da época em dar a cidade um toque europeu. Entretanto, esse desejo não teve uma escola nacional em particular, mas podem ser apreciadas casarões das cortes italiana, francesa e alemã, dentre outras. O bairro enfrentou tempos de decadência a partir da sexta década devido ao auge do distrito ao sul, El Poblado. Com a criação de um novo centro administrativo da cidade, no departamento de Alpujarra, o bairro começou a ser reutilizado como uma zona de oficinas e instituições culturais. Com um novo auge de recuperação da zona central da cidade no início do século XXI, o bairro tem sido valorizado como uma zona histórica e arqueológica importante para a identidade urbana de Medellín.
Da estação é fácil ir ao Parque Bolívar, onde situa-se a Catedral Metropolitana de Medellín, sede principal da Arquidiocese de Medellín e sítio de interesse arquitetônico de primeira ordem (a maior catedral construída em ladrilho do mundo).